# Hans-Joachim Goetze
Hans-Joachim Goetze (* 12. September 1955 in Peine) ist ein deutscher Pflegewissenschaftler und Universitätsprofessor für Pflegewissenschaft, Intensivpflege und Public Health an der Universität Rostock.

## Leben
Hans-Joachim Goetze schloss 1974 seine Ausbildung in der Krankenpflege ab und begann 1981 ein Studium der Biologie und Germanistik an der Gottfried Wilhelm Leibniz Universität Hannover. Im Jahr 1988 wurde er in Humanbiologie und Anthropologie an der Medizinischen Hochschule Hannover (MHH) unter der Betreuung von Roland Hetzer promoviert und erhielt den akademischen Grad Dr. rer. biol. hum. mit einer Dissertation zur Abstoßungsdiagnostik nach Herztransplantationen.

## Wirken
Nach seiner Promotion habilitierte sich Goetze 1993 an der Bergischen Universität Wuppertal in Umweltepidemiologie. Im selben Jahr erhielt er einen Ruf als Gründungsprofessor für Pflegewissenschaft an die Hochschule Neubrandenburg. Dort war er bis 2021 als Professor tätig und fungierte von 2019 bis 2021 als Dekan des Fachbereichs Gesundheit, Pflege und Management.
Seit 2024 ist Goetze Professor an der Universitätsmedizin der Universität Rostock und Inhaber des Lehrstuhls für Pflegewissenschaft am Institut für Gesundheitswissenschaften, wo er auch den Studiengang Intensivpflege leitet.
Neben seiner wissenschaftlichen Tätigkeit befindet sich Goetze seit 2021 in der Ausbildung zum Prädikanten der Nordkirche in Schwerin.